# Wioletta Kulpa
Wioletta Maria Kulpa (ur. 9 grudnia 1974 w Płocku) – polska polityk, księgowa i działaczka samorządowa, posłanka na Sejm X kadencji.

## Życiorys
W 2016 uzyskała magisterium z administracji w Szkole Wyższej im. Pawła Włodkowica w Płocku. Na tej samej uczelni w 2017 ukończyła studia podyplomowe z zarządzania zasobami ludzkimi w przedsiębiorstwie. Z zawodu księgowa, była główną księgową NSZZ „Solidarność” Regionu Płockiego.
W wyborach samorządowych w 1998 bezskutecznie ubiegała się o mandat radnej Płocka z listy Akcji Wyborczej Solidarność. Zaangażowała się później w działalność polityczną w ramach Prawa i Sprawiedliwości, została przewodniczącą miejskich struktur w Płocku. W 2002 po raz pierwszy uzyskała mandat radnej miejskiej. Pięciokrotnie z powodzeniem ubiegała się o reelekcję (w 2006, 2010, 2014, 2018 i 2024). W wyborach samorządowych w 2018 bezskutecznie startowała na urząd prezydenta Płocka, zajmując wówczas drugie miejsce z wynikiem 29,23%. W 2016 objęła stanowisko kierownika Działu Sponsoringu Społecznego i CSR w Orlenie.
W wyborach parlamentarnych w 2019 bez powodzenia kandydowała do Sejmu z okręgu płockiego. W wyborach w 2023 ponownie startowała do tej izby, zdobywając 18 283 głosy i nie uzyskując mandatu. Objęła go jednak 28 czerwca 2024, zastępując w Sejmie X kadencji Macieja Wąsika. Zasiadła w Komisji do Spraw Kontroli Państwowej, Komisji Polityki Społecznej i Rodziny oraz Komisji do Spraw Dzieci i Młodzieży.

## Odznaczenia
W 2017 odznaczona Brązowym Krzyżem Zasługi.

## Wyniki wyborcze
| Wybory | Komitet wyborczy        | Komitet wyborczy           | Organ              | Okręg          | Wynik       |
| ------ | ----------------------- | -------------------------- | ------------------ | -------------- | ----------- |
| 1998   |                         | Akcja Wyborcza Solidarność | Rada Miasta Płocka | nr 5           | 143 (2,40%) |
| 2002   |                         | Prawo i Sprawiedliwość     | Rada Miasta Płocka | nr 2           | 395 (4,25%) |
| 2006   | 1154 (9,66%)            | Prawo i Sprawiedliwość     | Rada Miasta Płocka | nr 2           |             |
| 2010   | 1095 (8,54%)            | Prawo i Sprawiedliwość     | Rada Miasta Płocka | nr 2           |             |
| 2014   | 1419 (12,03%)           | Prawo i Sprawiedliwość     | Rada Miasta Płocka | nr 2           |             |
| 2018   | Prezydent Miasta Płocka | Prezydent Miasta Płocka    | 15 072 (29,23%)    |                |             |
| 2018   | Rada Miasta Płocka      | Prawo i Sprawiedliwość     | nr 2               | 2743 (19,05%)  |             |
| 2019   | Sejm IX kadencji        | Prawo i Sprawiedliwość     | nr 16              | 9487 (2,56%)   |             |
| 2023   | Sejm X kadencji         | Prawo i Sprawiedliwość     | nr 16              | 18 283 (4,13%) |             |
| 2024   | Rada Miasta Płocka      | Prawo i Sprawiedliwość     | nr 2               | 2297 (19,36%)  |             |